# Kohleria diastemoides
Kohleria diastemoides är en tvåhjärtbladig växtart som beskrevs av L.P. Kvist och L.E. Skog. Kohleria diastemoides ingår i släktet Kohleria och familjen Gesneriaceae. Inga underarter finns listade i Catalogue of Life.